# Acrotylus humbertianus
Acrotylus humbertianus är en insektsart som beskrevs av Henri Saussure 1884. Acrotylus humbertianus ingår i släktet Acrotylus och familjen gräshoppor. Inga underarter finns listade i Catalogue of Life.